# Renée & Renato
Renée & Renato was een Brits-Italiaans duo, dat in 1982 een nummer 1-hit had in onder meer Nederland en Groot-Brittannië met het nummer Save your love. Van de single geproduceerd door John Edwards, die het lied schreef met zijn echtgenote, werden een half miljoen exemplaren verkocht. Het nummer werd een jaar later onder de titel Je laat je eigen kind toch niet alleen (echter volgens de singlehoes: Niemand laat zijn eigen kind alleen) een grote hit voor Willy en Willeke Alberti.
Renato was de artiestennaam van de Italiaan Renato Pagliari, geboren in Rome. Renato Pagliari zong als tenor in het cabaret. Hij verhuisde naar Groot-Brittannië om er in clubs te zingen. Hij ontmoette Hilary Lester in de Winter Gardens te Margate, Kent. Na hun hit was Renato als lokale ster lange tijd te bewonderen in het restaurant van zijn broer met de toepasselijke naam Renato's te Tamworth, Birmingham. Op 29 juli 2009 overleed hij aan een hersentumor.
Renée (echte naam Hilary Lester) was zangeres in clubs voordat ze Renato ontmoette. Renée begon vrijwel direct na het opnemen van Save your love een solocarrière, nog voor het nummer in de hitparades kwam. Bij optredens werd zij daarom vervangen door Val Penny. Lester woont in Warwick (Gaydon), halfweg tussen Birmingham en Oxford.

## Discografie
| Single met eventuele hitnotering(en) in de Nederlandse Top 40 | Datum van verschijnen | Datum van binnenkomst | Hoogste positie | Aantal weken | Opmerkingen |
| ------------------------------------------------------------- | --------------------- | --------------------- | --------------- | ------------ | ----------- |
| Save your love                                                | 1982                  | 08-01-1983            | 1(1wk)          | 8            |             |